# Disruptive Pattern Material

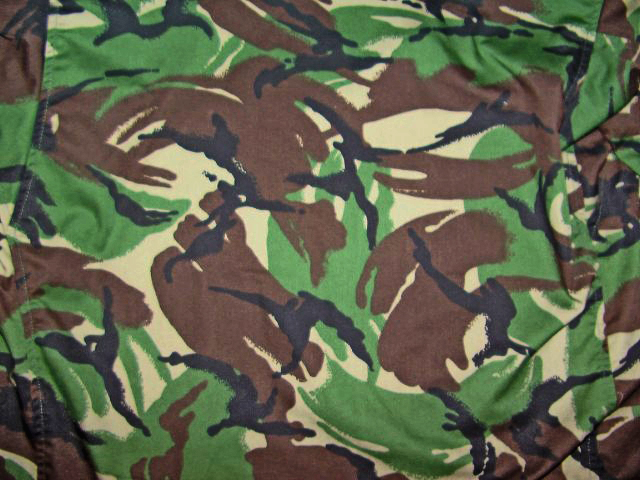
Un esempio di DPM britannico per zone boschive Soldier 95, detto anche DPM-95.

Disruptive Pattern Material (spesso abbreviato in DPM) identificava lo schema di camuffamento militare usato dalle forze armate britanniche e dagli eserciti di altri Stati, specialmente da quelli delle ex-colonie britanniche.
È stato sostituito nel 2009 dal Multi-Terrain Pattern.

## Storia
L'Esercito britannico usò per la prima volta una mimetica di tipo DPM nei primi anni quaranta, con giacche di tipo Denison in dotazione ai paracadutisti e ai British Commandos. I primi esempi di DPM erano dipinti a mano. Giacche di questo tipo furono in uso ai Royal Marines e ai paracadutisti fino agli anni settanta.
A partire dal 1960 l'esercito britannico sostituì le uniformi precedenti (che erano dello stesso tipo di quelle usate nella seconda guerra mondiale, in genere color cachi) con nuove divise color verde oliva. Nei primi anni sessanta fu sviluppato un nuovo DPM a quattro colori, efficaci nelle foreste delle zone a clima temperato: nero, marrone scuro, verde e color sabbia. Questo tipo di mimetica è rimasto in uso fino a tempi recenti con modifiche minime nei colori e nel disegno. Il nuovo camuffamento fu introdotto nel 1963 e inizialmente dato in dotazione alle forze speciali, sebbene in quantità limitate. Nel 1966 l'esercito introdusse un'uniforme da campo mimetica che sebbene non fosse in dotazione a tutti i corpi sostituì il modello verde oliva del 1960. Le nuove divise erano identiche a quelle precedenti, eccetto per il fatto che erano realizzate in tessuto con colorazione DPM anziché verde oliva. Tuttavia le divise del 1960 non furono del tutto rimpiazzate nel 1966 e furono utilizzate fino al 1968, anno in cui furono adottate divise molto simili alle precedenti e date in dotazione a tutti i corpi dell'esercito. Nel fare ciò l'esercito britannico fu il primo ad adottare un'uniforme mimetica per tutti i suoi reparti.
Alla fine degli anni settanta alcune partite di divise DPM furono adottate temporaneamente da alcuni reparti della RAF e dalle forze di sicurezza dell'USAF, in attesa dell'introduzione delle nuove mimetiche M81 Woodland.

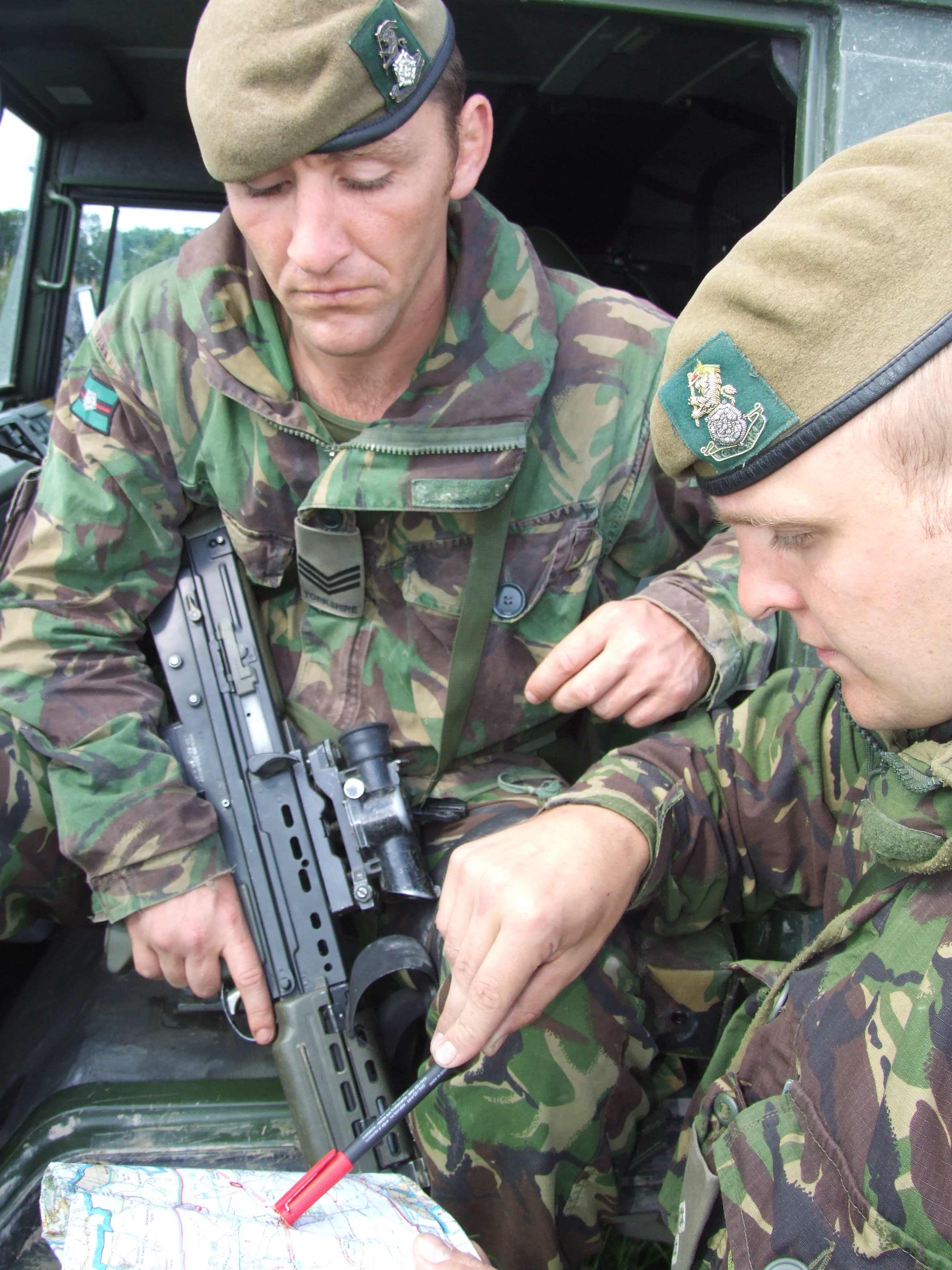
Divise con colorazione DPM per zone temperate.

Negli anni '70 il color sabbia e il marrone furono scuriti perché risaltavano troppo durante le operazioni notturne. Nel 1985 furono applicate ulteriori modifiche: il marrone fu reso ancora più scuro, e il disegno fu cambiato in modo tale da avere contorni più irregolari. Le versioni dei primi anni novanta avevano chiazze di dimensioni minori e colori leggermente diversi. Il modello del 1995 era più simile a quello del 1966, ma invece di essere prodotto su tessuto di cotone bianco successivamente stampato era tessuto usando fibre color sabbia sulle quali erano poi stampati gli altri tre colori. Alla fine degli anni '80 fu introdotta anche la variante per zone desertiche a due colori. 

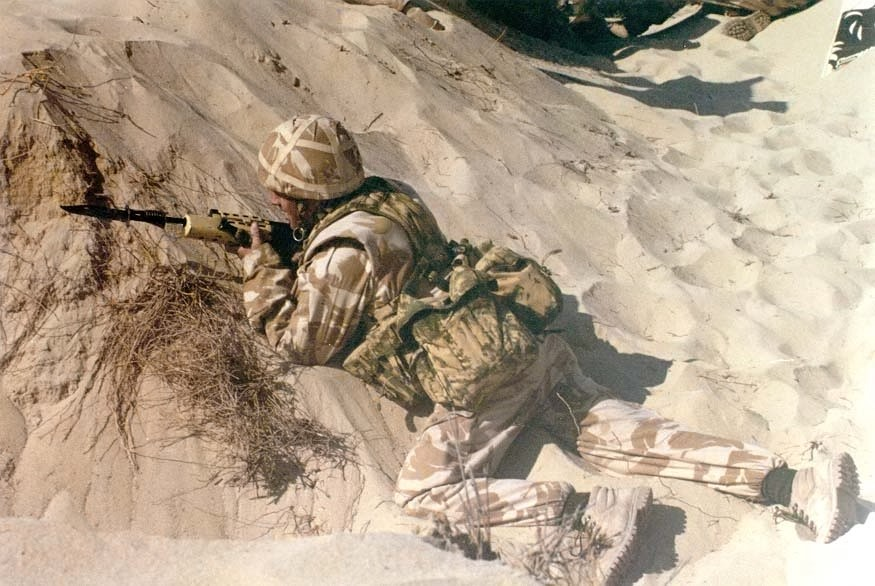
Soldato britannico con variante desertica (1991).

Dai primi anni '90 furono prodotti anche zaini e altri supporti per l'equipaggiamento in colorazione DPM. Nel 2009 fu annunciata la sostituzione della mimetica DPM sia nella sua variante desertica, sia in quella originale da parte di un nuovo tipo di schema mimetico, che è in uso dal 2010. Il nuovo modello, detto Multi-Terrain Pattern (MTP), è già stato impiegato dalle truppe britanniche in Afghanistan ed è stato distribuito a tutti i reparti dell'esercito britannico nel 2016.

## Caratteristiche e varianti
Le versioni più recenti erano rivestite di materiale in grado di riflettere le radiazioni infrarosse. Questo riduce la visibilità di chi lo indossa in modo tale da non risaltare ai visori notturni.
Le principali varianti del DPM sono una mimetica per zone boschive in quattro colori e una per ambienti desertici a due, tre, o quattro colori. Esistono anche versioni specifiche per zone urbane con colori che vanno dal bianco al grigio al nero, altre in varie tonalità di blu e perfino di viola (quest'ultima usata dalla Guardia Reale dell'eSwatini).